# Подуево (община)
Община Подуево (на сръбски: Општина Подујево, на албански: Komuna e Podujevës) е община в Прищински окръг, Косово. Общата ѝ площ е 629 км2. Населението на общината е 81 514 души, по приблизителна оценка за 2019 г. Неин административен център е град Подуево.